# Università Aperta della Catalogna
L'Università Aperta della Catalogna, in catalano: Universitat Oberta de Catalunya, UOC; IPA: [uniβərsiˈtat uˈβɛrtə ðə kətəˈɫuɲə]) è un'università telematica privata fondata nel 1994 a Barcellona. L'università dispone di alcune sedi distaccate ad Andorra, in Italia ad Alghero, in Messico e in Spagna.

## Struttura
I corsi offerti sono in Lingua catalana, Lingua inglese e castigliano, nei seguenti ambiti:
- Economia
- Informatica
- Psicologia
- Scienze della comunicazione

## Rettori
- Josep A. Planell i Estany (dal 2013)